# Tuchengzi (köping i Kina, lat 43,09, long 118,35)
Tuchengzi (kinesiska: 土城子, 土城子镇) är en köping i Kina. Den ligger i den autonoma regionen Inre Mongoliet, i den norra delen av landet, omkring 610 kilometer nordost om regionhuvudstaden Hohhot. Antalet invånare är 16253. Befolkningen består av 8 024 kvinnor och 8 229 män. Barn under 15 år utgör 14,0 %, vuxna 15-64 år 75 %, och äldre över 65 år 10,0 %.
Genomsnittlig årsnederbörd är 489 millimeter. Den regnigaste månaden är juni, med i genomsnitt 135 mm nederbörd, och den torraste är december, med 2 mm nederbörd.